# Hattorf (Wolfsburg)
Hattorf ist ein Stadtteil der Stadt Wolfsburg in Niedersachsen. Er liegt an der Schunter.

## Geschichte
Im Jahre 1197 wurde Hattorf erstmals urkundlich erwähnt.
Am 1. Juli 1972 wurde Hattorf, das aus dem Landkreis Gifhorn stammt, gemäß dem Wolfsburg-Gesetz in die Stadt Wolfsburg eingegliedert.

### Einwohnerentwicklung
| Jahr      | 1910 | 1925 | 1933 | 1939 | 1953 | 1961 | 1972 | 1975 | 1980 | 1985 | 1990 | 1995 |
| --------- | ---- | ---- | ---- | ---- | ---- | ---- | ---- | ---- | ---- | ---- | ---- | ---- |
| Einwohner | 566  | 493  | 493  | 484  | 400  | 885  | 1072 | 983  | 980  | 968  | 1304 | 1510 |

| Jahr      | 2000 | 2005 | 2010 | 2015 | 2020 | 2024 |
| --------- | ---- | ---- | ---- | ---- | ---- | ---- |
| Einwohner | 1504 | 1651 | 1949 | 1978 | 1974 | 2077 |

## Politik
Hattorf bildet zusammen mit dem benachbarten Stadtteil Heiligendorf die Ortschaft Hattorf-Heiligendorf, die durch einen Ortsrat vertreten wird. Ortsbürgermeister ist Marco Meiners (FDP).

### Wappen
| Wappen von Hattorf | Blasonierung: „In Silber über silbernem Wellenschildfuß, eine wachsende rote Burg, belegt mit einem silbernen Mühlrad.“ |
| Wappen von Hattorf | Wappenbegründung: Hier stand einst eine altsächsische Verteidigungsanlage. Wallreste haben sich bis in die neueste Zeit erhalten. Das genaue Aussehen der Burg ist nicht überliefert; daher wird der Begriff „Burg“ im Wappen heraldisch stilisiert. Dass die Burg von den alten Sachsen erbaut wurde, wird durch die Farbgebung Rot-Silber deutlich, die seit dem 14. Jahrhundert mit dem sächsischen Pferdesymbol in Verbindung gebracht wird und sich noch heute im niedersächsischen Sachsenross-Wappen findet. Das Wassermühlrad erinnert an die seit ca. 1300 bezeugte Schuntermühle. Auf ausdrücklichen Wunsch der Hattorfer Ortsratsmitglieder wurde auch durch den Wellenschildfuß die Schunter in das Wappen aufgenommen, die schon die altsächsische Verteidigungsanlage umflossen hat. Das Wappen wurde vom Heraldiker Arnold Rabbow gestaltet und am 9. Mai 1978 vom Ortsrat Hattorf/Heiligendorf einstimmig angenommen. |

## Kultur und Sehenswürdigkeiten

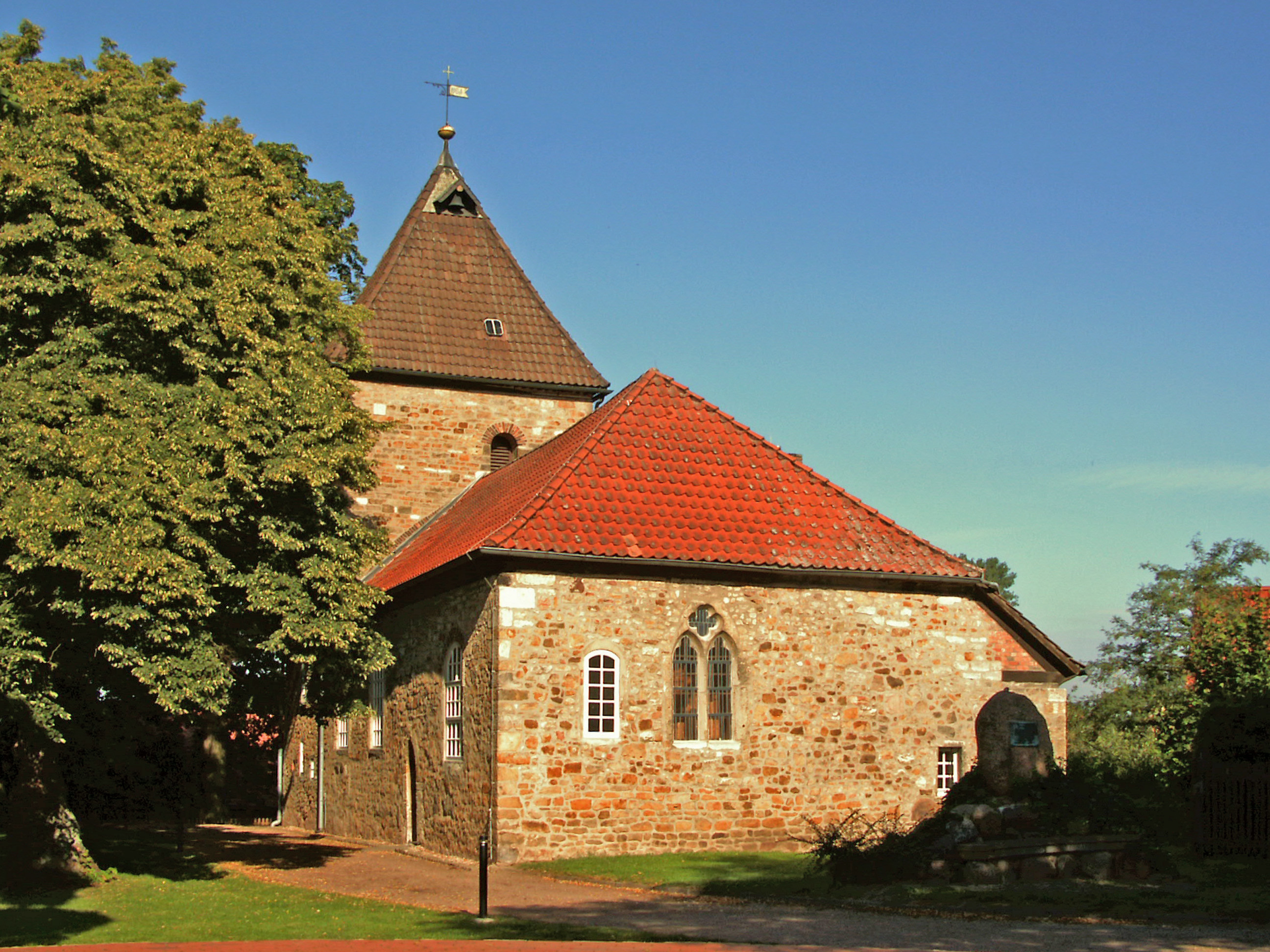
St.-Nicolai-Kirche

- Die St.-Nicolai-Kirche (evangelisch) wurde vermutlich als Nachfolgebau einer Nikolauskapelle im 14./15. Jahrhundert als im Kern spätgotische Saalkirche aus Bruchstein errichtet. Sie ist wie auch die folgend aufgeführten Objekte Kulturdenkmal der Stadt Wolfsburg in Hattorf.[8]
- Nahe der Kirche steht das 1774 als zweigeschossiges Vierständer-Hallenhaus errichtete ehemalige Pfarrwitwenhaus.
- Die Heimatstube auf dem Lindenberg wird vom 1997 gegründeten Kulturverein Hattorf e.V. getragen.[9]
- Die ursprüngliche Teichmühle an der Schunter gelegen, wurde im Jahr 1318 vom braunschweigischen Herzog verlehnt. Sie war bis 1956 in Betrieb. Das heutige Mühlengebäude im Süden des Ortes stammt aus dem 18. Jahrhundert.
- In der Kirchbergstraße 10 liegt ein großer, sehr gut erhaltener Vierseithof von 1891, der heute Wohnzwecken dient.
- In der Krugstraße finden sich eine Reihe gut erhaltener Fachwerkbauten aus dem 18. und 19. Jahrhundert.

## Bildung
- DRK-Kindertagesstätte Hattorf
- Städtische Kindertagesstätte an der Schunter. Die 2013 vom DRK eröffnete Kindertagesstätte wurde 2022 an die Stadt Wolfsburg übergeben und 2024 wiedereröffnet.[10]
- Grundschule Schunterwiesen

## Wirtschaft und Infrastruktur

### Unternehmen
Im Norden Hattorfs befindet sich das große Gewerbe- und Industriegebiet Heinenkamp.

### Öffentliche Einrichtungen
In Hattorf besteht eine Freiwillige Feuerwehr und ein Feuerwehrhaus, das 1950 erbaut und 1968 erweitert wurde. Da das alte Feuerwehrhaus nicht mehr den Anforderungen genügte, wurde von 2021 an ein neues Feuerwehrhaus erbaut, das am 9. September 2024 eingeweiht wurde.

### Verkehr

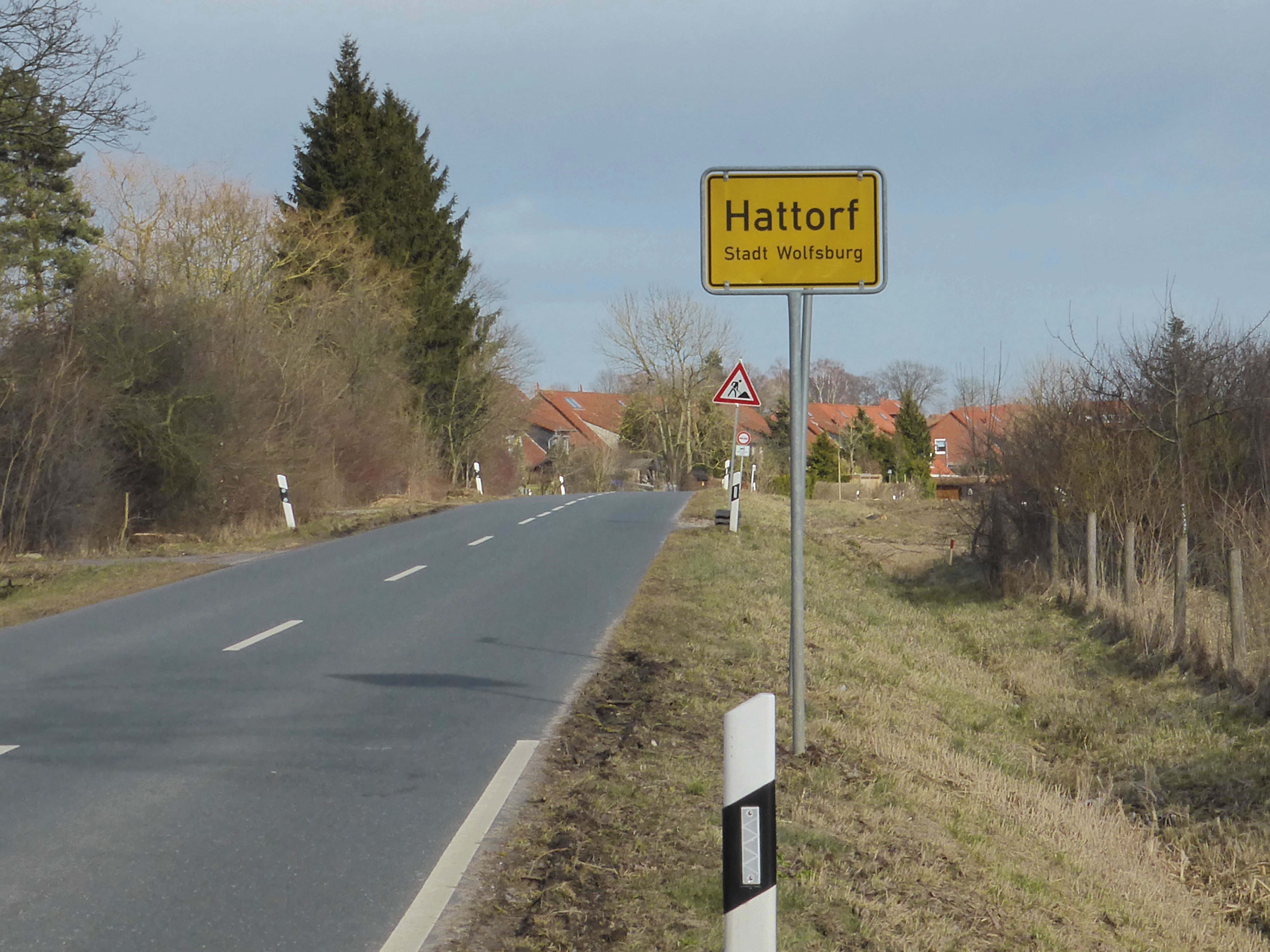
Hattorf von Flechtorf aus gesehen

Hattorf liegt in unmittelbarer Nähe der A39, die von Wolfsburg in Richtung A2 führt. Ebenfalls ist Hattorf über die L294, L295 und die ehemalige Bundesstraße 248 zu erreichen.